# Çağlar Ertuğrul
Çağlar Ertuğrul (* 5. November 1987 in Karşıyaka) ist ein türkischer Schauspieler und Maschinenbauingenieur. Er gewann die Auszeichnung Altın Kelebek Award als Bester Schauspieler in einer Komödie.

## Leben und Karriere
Ertuğrul besuchte die Schule Bornova Anadolu Lisesi. Später studierte er an der Koç Üniversitesi als Maschinenbauingenieur. Danach entschied er sich für die Schauspielerei. Seinen ersten Auftritt hatte er am 13. April 2009 bei einem Theaterstück namens Romeolar ve Julietler (Romeo und Julia) an der Koç Universitesi. Seine erste Hauptrolle hatte Ertuğrul 2012 in dem Film Dağ. Der Film war ein Erfolg und er wurde dadurch berühmt. Anschließend spielte er in dem Film Bana Masal Anlatma und er hatte eine Gastrolle in den Serien Medcezir und Benim İçin Üzülme.
2016 spielte er die Hauptrolle in Dağ 2. Der Film war ein weltweiter Erfolg und wurde in der Türkei zum meistgesehenen Film des Jahres. Seine nächste Hauptrolle bekam Ertuğrul 2017 in der Fernsehserie Fazilet Hanım ve Kızları. 2019 spielte er in der Serie Afili Aşk.

## Filmografie
Filme
- 2012: Dağ
- 2015: Bana Masal Anlatma
- 2016: Dağ 2
- 2017: Biz Size Döneriz
- 2018: Ailecek Şaşkınız
- 2018: Yanımda Kal
- 2019: Kızım Gibi Kokuyorsun

Serien
- 2012–2014: Benim İçin Üzülme
- 2014: Beyaz Karanfil
- 2014: Boynu Bükükler
- 2014: Kurt Seyit ve Şura
- 2014: Medcezir
- 2017–2018: Fazilet Hanım ve Kızları
- 2019–2020: Afili Aşk
- 2021–2022: Teşkilat

## Auszeichnungen
- 2018: Ausgezeichnet mit dem Preis 4. Türkiye Gençlik Ödülleri in der Kategorie „Bester Schauspieler in einer Serie“
- 2019: Ausgezeichnet mit dem Preis 5. Türkiye Gençlik Ödülleri in der Kategorie „Bester Schauspieler in einer Kinofilm“
- 2019: Ausgezeichnet mit dem Preis 24. Altın Objektif Ödülleri in der Kategorie „Bester Schauspieler in einer Komödie“[6]
- 2019: Ausgezeichnet mit dem Preis 1. Mutluluğun Adresi Farkındalık ve Sosyal Sorumluluk Ödülleri in der Kategorie „Bester Schauspieler“
- 2019: Ausgezeichnet mit dem Preis East Europe International Film Festival als „Bester Hauptdarsteller in einem fremdsprachigen Film“
- 2019: Ausgezeichnet mit dem Preis 46. Altın Kelebek Ödülleri „Bester Schauspieler in einer Komödie“[7]
- 2020: Ausgezeichnet mit dem Preis 8. Ayaklı Gazete Ödülleri in der Kategorie „Bester Schauspieler in einer Komödie“
- 2020: Ausgezeichnet mit dem Preis North Europe International Film Festival als „Bester Hauptdarsteller in einem fremdsprachigen Film“
- 2020: Ausgezeichnet mit dem Preis 6. Türkiye Gençlik Ödülleri „Bester Schauspieler in einer Serie“
- 2021: Ausgezeichnet mit dem Preis 25. Altın Objektif Ödülleri „Bester Schauspieler des Jahres“[8]
- 2021: Ausgezeichnet mit dem Preis 47. Altın Kelebek Ödülleri in der Kategorie „Bester Schauspieler“
- 2022: Nominiert bei 7. Türkiye Gençlik Ödülleri als „Bester Schauspieler in einer Serie“
- 2022: Ausgezeichnet mit dem Preis 13. Quality Of Magazine Dergisi Ödülleri „Bester Schauspieler“